# Svjetleća dioda
Svjetleća dioda ili LED (skr. od engl. light-emitting diode) je poluvodički elektronički element koji pretvara električni signal u optički (svjetlost). Propusno polarizirana svjetleća dioda emitira elektromagnetsko zračenje na način spontane emisije uzrokovane rekombinacijom nosilaca električnoga naboja (elektroluminiscencija). Elektroni prelazeći iz vodljivog u valentni pojas, oslobađaju energiju, koja se dijelom očituje kao toplina, a dijelom kao zračenje. Boja emitiranog svjetla ovisi o poluvodiču, kao i o primjesama u njemu i varira od infracrvenog preko vidljivog do ultraljubičastog dijela spektra. 
Izrađuju se od galija, arsena i fosfora (GaAsP), gdje se omjerom arsena i fosfora određuje širina zabranjenoga pojasa i time posredno frekvencija zračenja, ili pak, za heterostrukturne izvedbe pogodne za optičke komunikacije, od istih elemenata uz dodatak indija.
Primjenjuje se najčešće kao indikator, na primjer na komandnim i signalnim pločama uređaja i strojeva ili kao alfanumerički pokazivač na zaslonima džepnih kalkulatora, zatim za ukrasno osvjetljenje te u industriji zabave, za signalnu rasvjetu za bicikle, automobilska svjetla, kao dijelovi za daljinski prijenos signala u upravljačkim krugovima, na primjer kod televizorskih daljinskih upravljača. Veliko područje primjene imaju i u optičkim komunikacijama, gdje služe za prijenos podataka na kraće udaljenosti multimodnim optičkim vlaknom.

## Svojstva
1. jakost svjetlosti ovisi o struji
2. valna duljina svjetlosti
3. kut zračenja
4. maksimalni napon polarizacije
5. maksimalna struja diode

## Primjene
Za klasifikaciju raznih vrsta bijelog svjetla koristi se pojam “temperatura boje”. Temperatura boje mjeri se u Kelvinima (K). Što je vrijednost u Kelvinima niža (2600 Kelvina), to je temperatura boje toplija (više žuto-crvena).
I suprotno, što je vrijednost viša (6000 Kelvina), to je temperatura boje hladnija (više bijelo-plava).